# Gąsiorówko
Gąsiorówko (niem. Klein Gonschorowen, od 1938 r. Kleinkiöwen) – osada w Polsce położona w województwie warmińsko-mazurskim, w powiecie oleckim, w gminie Wieliczki.
W latach 1975–1998 miejscowość administracyjnie należała do województwa suwalskiego.
We wsi niewielki dwór z końca XIX w.
Zobacz też: Gąsiorowo